# Erlöserkirche (Mannheim-Seckenheim)

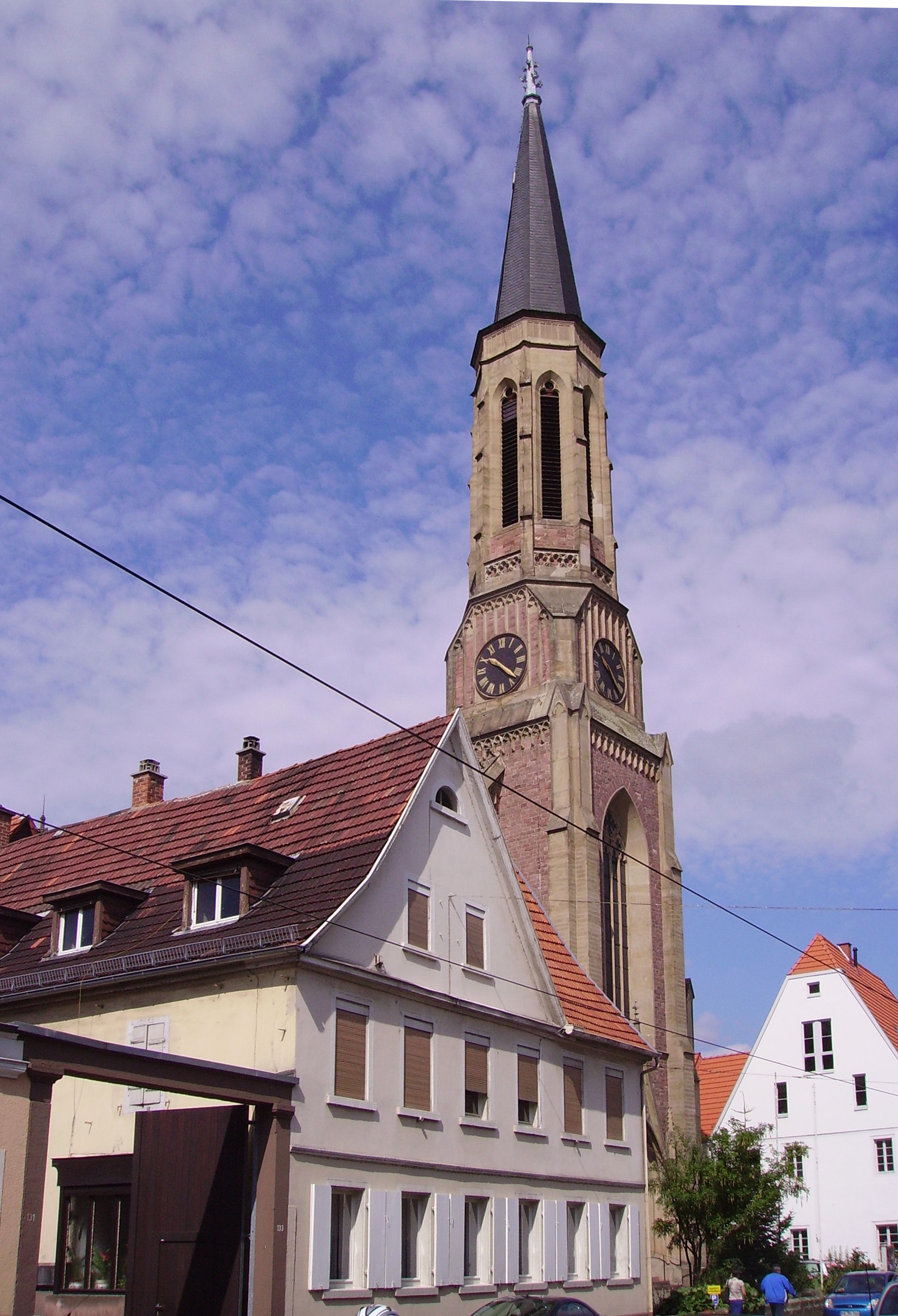
Erlöserkirche

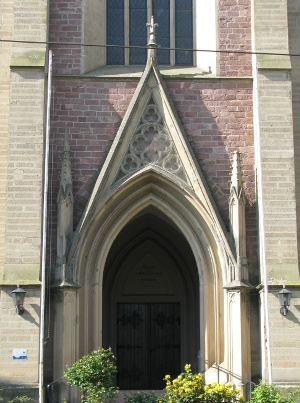
Hauptportal

Die Erlöserkirche (ⓘ) ist eine evangelische Kirche im Mannheimer Stadtteil Seckenheim. Sie wurde zwischen 1867 und 1869 nach den Plänen von Hermann Behaghel im neugotischen Stil erbaut.

## Geschichte
Eine Kirche im Dorf Seckenheim wurde erstmals im Jahr 823 urkundlich erwähnt. Nach der Einführung der Reformation 1556 durch Kurfürst Ottheinrich folgten in der Kurpfalz im Laufe der Zeit mehrere Konfessionswechsel. Im Dreißigjährigen Krieg erhob Kurmainz territoriale Ansprüche an Seckenheim und rekatholisierte den Ort. Im Bergsträßer Rezess ging Seckenheim wieder an die Kurpfalz, allerdings wurde als Ausgleich vereinbart, dass die St.-Aegidius-Kirche ab 1651 von Katholiken und Reformierten simultan genutzt wurde. Die reformierten bzw. nach der Vereinigung mit den Lutheranern zur „Vereinigten Evangelisch-protestantischen Kirche im Großherzogthum Baden“ die evangelischen Pfarrer von Seckenheim waren lange Zeit auch für die Nachbarorte zuständig: 1632–1872 für Ilvesheim, 1654–1741 für Edingen, 1712–1741 für Friedrichsfeld und bis 1901 für den Stengelhof (später Rheinau).
Die Simultannutzung der St.-Aegidius-Kirche sollte mehr als zwei Jahrhunderte Bestand haben, bis die Bevölkerung Seckenheims zu groß wurde. Die vermögendere evangelische Gemeinde beschloss daher 1857, die St.-Aegidius-Kirche den Katholiken zu überlassen und eine eigene Kirche zu bauen. Der Baubeginn verzögerte sich mehrere Jahre, weil nur ein Grundstück in der Freiburger Straße und nicht wie gewünscht in der repräsentativen Hauptstraße verfügbar war. 1866 schließlich konnte dort ein Anwesen ersteigert und im Jahr darauf mit dem Bau begonnen werden. Am 21. April 1869 wurde die Kirche eingeweiht.
1903 wurde die Kirche renoviert. Während der Zeit des nationalsozialistischen Regimes wurde der systemtreue Pfarrer und Hochschullehrer Andreas Duhm, im Jahre 1941, als ein aktives Mitglied der Deutschen Christen, in das Pfarramt eingesetzt. Kurz nach dem Zweiten Weltkrieg, im Jahre 1946, wurde Duhm berentet.
Im  Zweiten Weltkrieg wurde die Kirche als eine der wenigen in Mannheim nur relativ gering beschädigt. In den letzten Kriegstagen wurde sie von der amerikanischen Artillerie beschossen. Die Schäden waren rasch behoben, allerdings wurden die Putten, Krabben, Fialen und Kreuzblumen an Turm und Langhaus entfernt. 1951 folgte eine Innenrenovierung, und die Kirche erhielt den Namen Erlöserkirche. 1986 wurde die Kirche erstmals außen und zum 125-jährigen Jubiläum 1993 erneut im Innern renoviert.

## Beschreibung

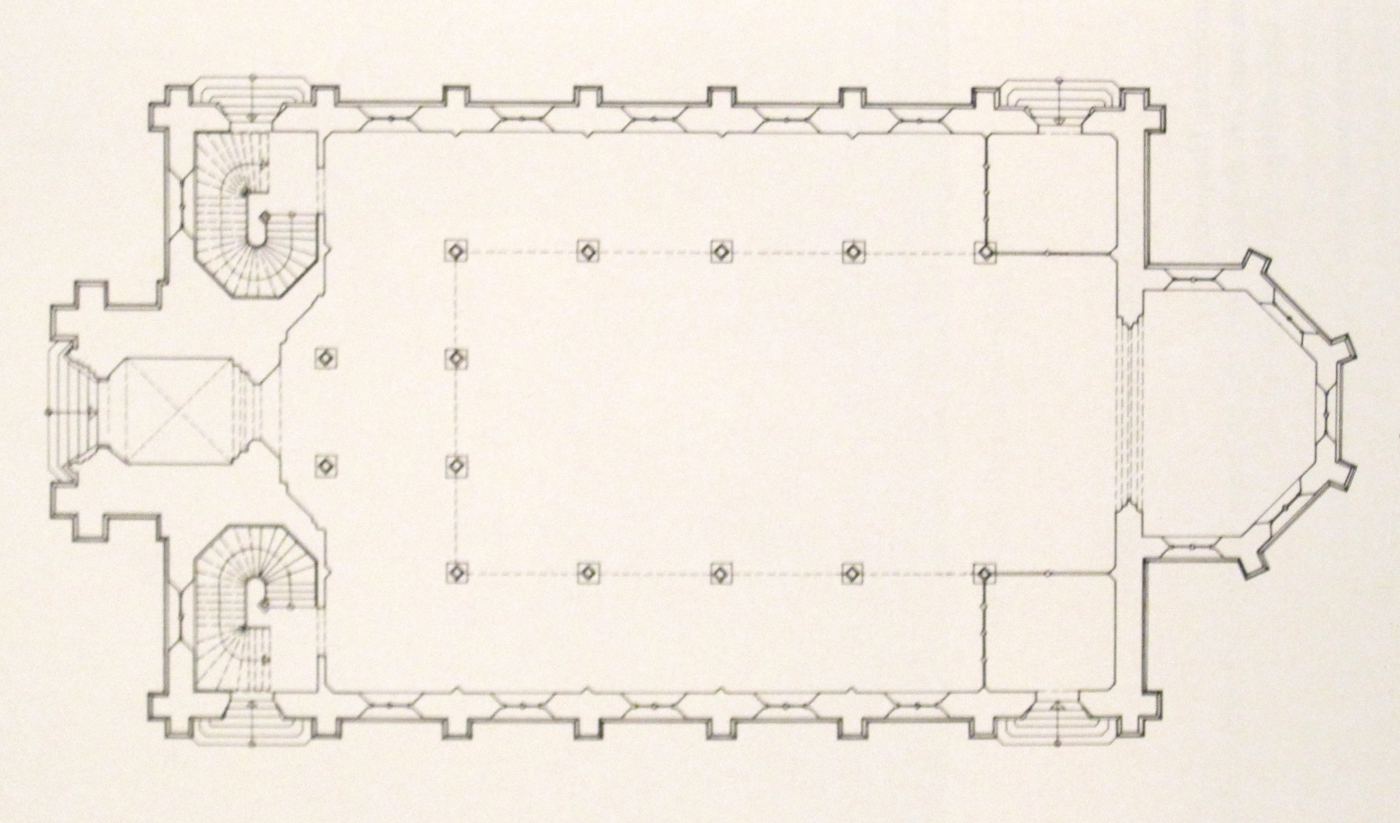
Grundriss

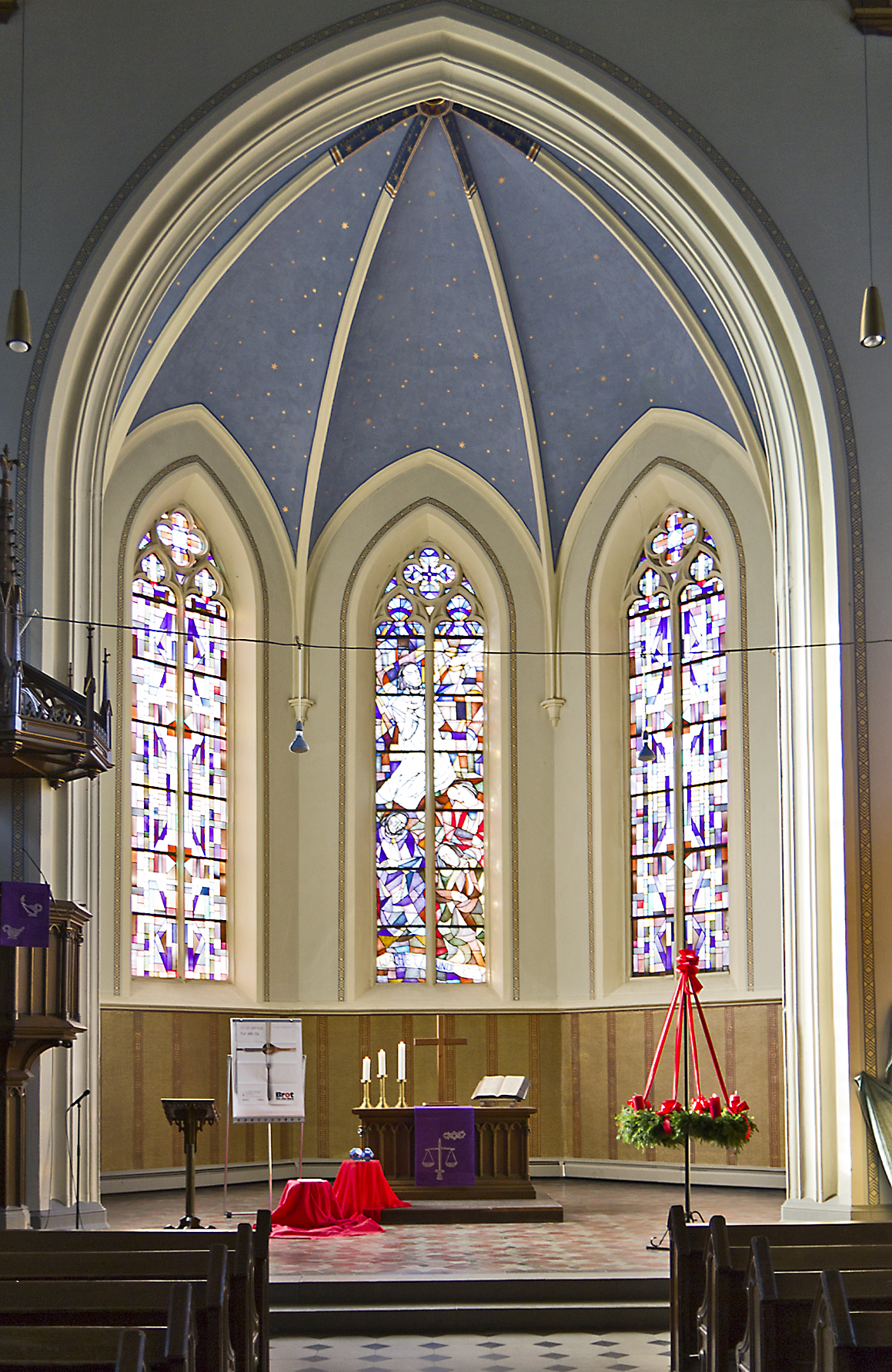
Chor

### Architektur
Die Erlöserkirche wurde vom Architekten Hermann Behaghel ganz im neugotischen Stil konzipiert. Kennzeichnend sind die Spitzbogenfenster und -portale mit Maßwerk, Strebepfeiler und Fialen. Die Kirche ist eine dreischiffige Emporenkirche mit eingezogenem Chor mit 5/8-Schluss. Prägnant ist der 65 Meter hohe Turm mit quadratischem Grundriss, oktogonalem Glockengeschoss und spitzem Zeltdach. Am Hauptportal prangt der Spruch „Seelig sind die Gottes Wort hören und bewahren“ (Lk 11,28 ). Im Vorraum rechts steht das 1920 geschaffene Denkmal für die Gefallenen des Ersten Weltkriegs. Es befand sich ursprünglich im Chor und wurde in den 1960ern hierher versetzt. Im Innenraum wurde auf besondere künstlerische Ausschmückung bewusst verzichtet. Original erhalten ist die hölzerne Empore mit neugotischen Schnitzereien. Das Abendmahlsgerät stammt aus dem Jahr 1809 und wurde von der Simultankirche übernommen. Drei Chorfenster gestaltete nach dem Zweiten Weltkrieg Willy Oeser.

### Orgel
Die erste Orgel der Erlöserkirche baute 1869 Voit aus Durlach. Sie hatte zwei Manuale und 20 Register. Sie wurde 1963 ersetzt durch ein Instrument mit drei Manualen und 35 Registern der Orgelbauanstalt Mann aus Marktbreit. 1991 entschloss man sich zum Kauf einer neuen Orgel. Das alte Instrument wurde 1993 nach einer Sanierung an die Friedenskirche abgegeben. Die neue Orgel von Johannes Klais Orgelbau (Opus 1734) in Bonn wurde 1995 aufgestellt. Sie hat 31 Register auf Hauptwerk, Schwellwerk und Pedal und folgende Disposition:
| I Hauptwerk C–g3 |       |
| Bourdon          | 16′   |
| Principal        | 8′    |
| Gamba            | 8′    |
| Gedeckt          | 8′    |
| Oktave           | 4′    |
| Hohlflöte        | 4′    |
| Quinte           | 2 ⁄3′ |
| Superoktave      | 2′    |
| Cornett V        | 2′    |
| Mixtur IV        | 1 ⁄3′ |
| Trompette        | 8′    |
| Clairon          | 4′    |

| II Schwellwerk C–g3 |        |
| Geigenprincipal     | 8′     |
| Salicional          | 8′     |
| Unda Maris          | 8′     |
| Rohrflöte           | 8′     |
| Prestant            | 4′     |
| Flûte traversière   | 4′     |
| Nasard              | 2 ⁄3′  |
| Flageolet           | 2′     |
| Terz                | 1 3⁄5′ |
| Plein Jeu V         | 2′     |
| Basson              | 16′    |
| Hautbois            | 8′     |
|                     |        |
| Tremulant           |        |

| Pedal       |     |
| Principal   | 16′ |
| Subbass     | 16′ |
| Octave      | 8′  |
| Bourdon     | 8′  |
| Tenoroctave | 4′  |
| Bombarde    | 16′ |
| Trompette   | 8′  |

### Glocken
Das erste Geläut bestand aus vier Bronzeglocken und wurde 1868 von Carl Rosenlaecher aus Konstanz gegossen. Die drei größten Glocken mussten im Ersten Weltkrieg 1917 abgeliefert werden. Nach dem Krieg wurde die kleine Glocke verkauft und stattdessen 1921 ein Geläut des „Bochumer Vereins für Bergbau und Gußstahlfabrikation“ aufgehängt. Die Glocken mit der Tonfolge as-f'-d' waren diesmal aus Stahl, wodurch sie der erneuten Abgabepflicht im Zweiten Weltkrieg entgingen.
2006 wurde das heutige Geläut beschafft. Es besteht aus fünf Glocken aus Bronze. Die größte goss die Glockengießerei Bachert aus Karlsruhe. Die anderen vier stammen von der Neuostheimer Thomasgemeinde. Sie hatte 1965 fünf Glocken bei der Glockengießerei Schilling (Sauerland) gießen lassen. Da der geplante Glockenturm allerdings nie gebaut wurde, waren die Glocken eingelagert worden.
| Name             | Inschrift                                              | kg   | Ton |
| ---------------- | ------------------------------------------------------ | ---- | --- |
| Erlöserglocke    | Ich weiß, dass mein Erlöser lebt                       | 1130 | e'  |
| Christusglocke   | Mein Herr und mein Gott                                | 900  | g'  |
| Friedensglocke   | Unser Vater im Himmel                                  | 662  | a'  |
| Gebetsglocke     | Wachet und Betet, damit ihr nicht in Anfechtung fallet | 379  | c'' |
| Gedächtnisglocke | Gloria in Excelsis Deo                                 | 280  | d'' |